# Schizostephanus gossweileri
Schizostephanus gossweileri là một loài thực vật có hoa trong họ La bố ma. Loài này được (S.Moore) Liede miêu tả khoa học đầu tiên năm 1994.